# Modern Times (альбом)
Modern Times (рус. «Новые времена») — тридцать второй студийный альбом американского автора-исполнителя Боба Дилана, выпущен в августе 2006 года на лейбле Columbia Records.

## Об альбоме
Modern Times третий подряд альбом (после Time out of Mind и Love and Theft), который был встречен почти с единодушным одобрением как со стороны критиков, так и поклонников. Альбом продолжил тенденции его предшественников по части блюза, рокабилли и дороковой балладности, а также самостоятельного продюсирования под псевдонимом Джек Фрост.
Наряду с одобрением, альбом вызвал некоторые споры по части неупомянутого использования припевов и аранжировок из старых песен, а также многие лирические строки, взятые из работ поэта XIX века Генри Тимрода.
Modern Times стал первым после 1976 года, когда вышел его Desire, альбомом, поднявшимся на первую строчку чарта. Также первый альбом, который дебютировал на вершине Billboard 200 и был распродан тиражом 191,933 копий только за первую неделю. В возрасте 65 лет Дилан стал старейшим из живущих людей, чей альбом стал номером один в чарте Билборда. Альбом поднялся на первую строчку и в Канаде, Австралии, Новой Зеландии, Ирландии, Дании, Норвегии и Швейцарии, и на вторую в Германии, Австрии и Швеции, 3-й Нидерландах; и был продан общим тиражом свыше четырёх миллионов копий по всему миру в первые два месяца после выхода.
Как и у двух его предшественников, упаковка альбома содержит минимальное количество текста и не содержит текстов песен.

## Список композиций
1. «Thunder on the Mountain» — 5:55
2. «Spirit on the Water» — 7:42
3. «Rollin' and Tumblin'» — 6:01
4. «When the Deal Goes Down» — 5:04
5. «Someday Baby» — 4:55
6. «Workingman’s Blues #2» — 6:07
7. «Beyond the Horizon» — 5:36
8. «Nettie Moore» — 6:52
9. «The Levee’s Gonna Break» — 5:43
10. «Ain’t Talkin'» — 8:48

## Участники записи
- Боб Дилан — вокал, гитара, губная гармоника, фортепиано
- Тони Гарнье — бас-гитара, виолончель
- Джордж Джи Ресели — ударные, перкуссия
- Стю Кимбалл — гитара
- Денни Фримен — гитара
- Донни Херрон — стил-гитара, скрипка, альт, мандолина

Прочие
- Джек Фрост — продюсер
- Крис Шоу — инженер
- Greg Calbi — mastering engineer

## Чарты
| год  | чарт                         | позиция |
| ---- | ---------------------------- | ------- |
| 2006 | Australian ARIA Albums Chart | 1       |
| 2006 | Austria Albums Chart         | 2       |
| 2006 | Canadian Albums Chart        | 1       |
| 2006 | Danish Albums Chart          | 1       |
| 2006 | Finish Albums Chart          | 3       |
| 2006 | Germany Albums Chart         | 2       |
| 2006 | Irish Albums Chart           | 1       |
| 2006 | New Zealand Albums Chart     | 1       |
| 2006 | Norway Albums Chart          | 1       |
| 2006 | Sweden Albums Chart          | 2       |
| 2006 | Switzerland Albums Chart     | 1       |
| 2006 | The Netherlands Albums Chart | 3       |
| 2006 | UK Albums Chart              | 3       |
| 2006 | Billboard 200                | 1       |

## Сертификации
| Страна       | Статус   | Sales/shipments | месяц/год      |
| ------------ | -------- | --------------- | -------------- |
| RIAA, US     | Gold     | 500,000         | September 2006 |
|              | Platinum | 1,000,000       | January 2007   |
| CRIA, Canada | Platinum | 100,000         | March 2007     |